# Plantilles de la Copa Confederacions 2009
Plantilles de les seleccions participants en la Copa Confederacions 2009 de Sud-àfrica del 14 de juny al 28 de juny de 2009. Cada plantilla està formada per 23 jugadors, tres d'ells porters. La substitució de jugadors lesionats és permesa fins 24 hores abans del primer partit de l'equip. Els jugadors marcats amb una (c) són els capitans de cada selecció.
Internacionalitats i gols a data de 14 de juny de 2009, inici de la competició.

## Grup A

### Iraq
Entrenador:  Bora Milutinović
| Dorsal | Posició        | Jugador                 | Data de naixement/edat | Partits | Gols | Club                 |
| ------ | -------------- | ----------------------- | ---------------------- | ------- | ---- | -------------------- |
| 1      | Porter         | Noor Sabri              | 6 de juny de 1984      | 63      | 0    | Al-Talaba            |
| 2      | Defensa        | Mohammed Ali Karim      | 25 de juny de 1986     | 6       | 0    | Al-Jazira            |
| 3      | Defensa        | Bassim Abbas            | 1 de juliol de 1982    | 60      | 2    | Al-Talaba            |
| 4      | Defensa        | Fareed Majeed           | 17 d'agost de 1986     | 5       | 0    | Al-Talaba            |
| 5      | Centrecampista | Nashat Akram            | 12 de setembre de 1984 | 75      | 10   | Al-Gharafa           |
| 6      | Centrecampista | Salih Sadir             | 21 d'agost de 1981     | 47      | 11   | Al-Ahed              |
| 7      | Davanter       | Emad Mohammed           | 24 de juliol de 1982   | 76      | 23   | Sepahan              |
| 8      | Davanter       | Luay Salah              | 7 de febrer de 1982    | 17      | 3    | Arbil                |
| 9      | Centrecampista | Abdul-Wahab Abu Al-Hail | 21 de desembre de 1976 | 67      | 8    | Sepahan              |
| 10     | Davanter       | Younis Mahmoud (c)      | 2 de març de 1983      | 70      | 28   | Al-Gharafa           |
| 11     | Centrecampista | Hawar Mulla Mohammed    | 1 de juny de 1981      | 72      | 15   | Anorthosis Famagusta |
| 12     | Porter         | Mohammed Gassid         | 10 de desembre de 1986 | 11      | 0    | Al-Zawraa            |
| 13     | Centrecampista | Karrar Jassim           | 11 de juny de 1987     | 22      | 1    | Al-Wakra             |
| 14     | Defensa        | Salam Shakir            | 31 de juliol de 1986   | 11      | 0    | Al-Khor              |
| 15     | Defensa        | Ali Rehema              | 8 d'agost de 1985      | 45      | 1    | Al-Wakra             |
| 16     | Defensa        | Dara Mohammed           | 16 de juliol de 1987   | 1       | 0    | Sulaymaniyah         |
| 17     | Davanter       | Alaa Abdul-Zahra        | 22 de desembre de 1987 | 10      | 1    | Al-Khor              |
| 18     | Centrecampista | Mahdi Karim             | 10 de desembre de 1983 | 64      | 10   | Al-Khor              |
| 19     | Defensa        | Essam Yassin            | 11 de març de 1987     | 1       | 0    | Al-Amana             |
| 20     | Centrecampista | Samer Saeed             | 1 de desembre de 1987  | 7       | 0    | Al-Ahly Tripoli      |
| 21     | Porter         | Uday Taleb              | 6 de novembre de 1981  | 5       | 0    | Dohuk                |
| 22     | Defensa        | Muayad Khalid           | 1 de setembre de 1985  | 3       | 0    | Al-Quwa Al-Jawiya    |
| 23     | Centrecampista | Halgurd Mulla Mohammed  | 11 de març de 1988     | 5       | 0    | Sulaymaniyah         |

### Nova Zelanda
Entrenador:  Ricki Herbert
| Dorsal | Posició        | Jugador         | Data de naixement/edat | Partits | Gols | Club                  |
| ------ | -------------- | --------------- | ---------------------- | ------- | ---- | --------------------- |
| 1      | Porter         | Mark Paston     | 13 de desembre de 1976 | 17      | 0    | Wellington Phoenix    |
| 2      | Defensa        | Aaron Scott     | 19 de juliol de 1986   | 2       | 0    | Waitakere United      |
| 3      | Defensa        | Tony Lochhead   | 12 de gener de 1982    | 20      | 0    | Wellington Phoenix    |
| 4      | Centrecampista | Duncan Oughton  | 14 de juny de 1977     | 24      | 2    | Columbus Crew         |
| 5      | Defensa        | Ben Sigmund     | 3 de febrer de 1981    | 8       | 1    | Wellington Phoenix    |
| 6      | Defensa        | Ivan Vicelich   | 3 de setembre de 1976  | 59      | 6    | Auckland City         |
| 7      | Centrecampista | Simon Elliott   | 10 de juny de 1974     | 54      | 6    | San Jose Earthquakes  |
| 8      | Centrecampista | Tim Brown (c)   | 6 de març de 1981      | 17      | 0    | Wellington Phoenix    |
| 9      | Davanter       | Shane Smeltz    | 29 de setembre de 1981 | 20      | 13   | Gold Coast United     |
| 10     | Davanter       | Chris Killen    | 8 d'octubre de 1981    | 24      | 10   | Celtic                |
| 11     | Centrecampista | Leo Bertos      | 20 de desembre de 1981 | 24      | 0    | Wellington Phoenix    |
| 12     | Porter         | Glen Moss       | 19 de gener de 1983    | 11      | 0    | Melbourne Victory     |
| 13     | Centrecampista | Andrew Barron   | 24 de desembre de 1980 | 8       | 1    | Team Wellington       |
| 14     | Centrecampista | Jeremy Christie | 22 de maig de 1983     | 17      | 1    | Wellington Phoenix    |
| 15     | Davanter       | Jeremy Brockie  | 7 d'octubre de 1987    | 13      | 0    | North Queensland Fury |
| 16     | Centrecampista | Chris James     | 4 de juliol de 1987    | 10      | 0    | Tampere United        |
| 17     | Defensa        | David Mulligan  | 24 de març de 1982     | 21      | 3    | Wellington Phoenix    |
| 18     | Defensa        | Andrew Boyens   | 18 de setembre de 1983 | 8       | 0    | New York Red Bulls    |
| 19     | Defensa        | Steven Old      | 17 de febrer de 1986   | 17      | 1    | Kilmarnock            |
| 20     | Davanter       | Chris Wood      | 7 de desembre de 1991  | 2       | 0    | West Bromwich Albion  |
| 21     | Davanter       | Kris Bright     | 15 de setembre de 1986 | 3       | 1    | Panserraikos          |
| 22     | Davanter       | Jarrod Smith    | 20 de juny de 1984     | 12      | 0    | Seattle Sounders      |
| 23     | Porter         | James Bannatyne | 30 de juny de 1975     | 3       | 0    | Team Wellington       |

### Sud-àfrica
Entrenador:  Joel Santana
| Dorsal | Posició        | Jugador             | Data de naixement/edat | Partits | Gols | Club              |
| ------ | -------------- | ------------------- | ---------------------- | ------- | ---- | ----------------- |
| 1      | Porter         | Rowen Fernández     | 28 de febrer de 1978   | 19      | 0    | Arminia Bielefeld |
| 2      | Defensa        | Siboniso Gaxa       | 6 d'abril de 1984      | 20      | 0    | Mamelodi Sundowns |
| 3      | Defensa        | Tsepo Masilela      | 5 de maig de 1985      | 18      | 0    | Maccabi Haifa     |
| 4      | Defensa        | Aaron Mokoena (c)   | 25 de novembre de 1980 | 85      | 1    | Blackburn Rovers  |
| 5      | Centrecampista | Benson Mhlongo      | 9 de novembre de 1980  | 27      | 1    | Orlando Pirates   |
| 6      | Centrecampista | MacBeth Sibaya      | 25 de novembre de 1977 | 48      | 0    | Rubin Kazan       |
| 7      | Centrecampista | Lance Davids        | 11 d'abril de 1985     | 16      | 0    | Supersport United |
| 8      | Centrecampista | Siphiwe Tshabalala  | 25 de setembre de 1984 | 28      | 3    | Kaizer Chiefs     |
| 9      | Davanter       | Katlego Mphela      | 29 de novembre de 1984 | 11      | 4    | Mamelodi Sundowns |
| 10     | Centrecampista | Steven Pienaar      | 17 de març de 1982     | 39      | 2    | Everton           |
| 11     | Centrecampista | Elrio van Heerden   | 11 de juliol de 1983   | 27      | 3    | Club Brugge       |
| 12     | Centrecampista | Teko Modise         | 22 de desembre de 1982 | 33      | 9    | Orlando Pirates   |
| 13     | Centrecampista | Kagiso Dikgacoi     | 24 de novembre de 1984 | 19      | 2    | Golden Arrows     |
| 14     | Defensa        | Matthew Booth       | 14 de març de 1977     | 20      | 1    | Mamelodi Sundowns |
| 15     | Defensa        | Innocent Mdledle    | 12 de novembre de 1985 | 5       | 0    | Orlando Pirates   |
| 16     | Porter         | Itumeleng Khune     | 20 de juny de 1987     | 14      | 0    | Kaizer Chiefs     |
| 17     | Centrecampista | Bernard Parker      | 16 de març de 1986     | 13      | 5    | Crvena Zvezda     |
| 18     | Davanter       | Thembinkosi Fanteni | 2 de febrer de 1984    | 17      | 2    | Maccabi Haifa     |
| 19     | Defensa        | Bryce Moon          | 6 d'abril de 1986      | 15      | 1    | Panathinaikos     |
| 20     | Defensa        | Bongani Khumalo     | 6 de gener de 1987     | 5       | 0    | Supersport United |
| 21     | Davanter       | Katlego Mashego     | 18 de maig de 1982     | 9       | 1    | Orlando Pirates   |
| 22     | Porter         | Brian Baloyi        | 16 de març de 1974     | 24      | 0    | Mamelodi Sundowns |
| 23     | Defensa        | Morgan Gould        | 23 de març de 1983     | 2       | 0    | Supersport United |

### Espanya
Entrenador:  Vicente del Bosque
| Dorsal | Posició        | Jugador                 | Data de naixement/edat | Partits | Gols | Club            |
| ------ | -------------- | ----------------------- | ---------------------- | ------- | ---- | --------------- |
| 1      | Porter         | Iker Casillas (c)       | 20 de maig de 1981     | 92      | 0    | Reial Madrid    |
| 2      | Defensa        | Raül Albiol             | 4 de setembre de 1985  | 13      | 0    | València        |
| 3      | Defensa        | Gerard Piqué            | 2 de febrer de 1987    | 3       | 1    | Barcelona       |
| 4      | Defensa        | Carlos Marchena         | 31 de juliol de 1979   | 51      | 2    | València        |
| 5      | Defensa        | Carles Puyol            | 13 d'abril de 1978     | 73      | 2    | Barcelona       |
| 6      | Centrecampista | Pablo Hernández         | 11 d'abril de 1985     | 0       | 0    | València        |
| 7      | Davanter       | David Villa             | 3 de desembre de 1981  | 44      | 28   | València        |
| 8      | Centrecampista | Xavi                    | 25 de gener de 1980    | 72      | 8    | Barcelona       |
| 9      | Davanter       | Fernando Torres         | 20 de març de 1984     | 62      | 19   | Liverpool       |
| 10     | Centrecampista | Cesc Fàbregas           | 4 de maig de 1987      | 38      | 1    | Arsenal         |
| 11     | Defensa        | Joan Capdevila i Méndez | 3 de febrer de 1978    | 33      | 4    | Vila-real       |
| 12     | Centrecampista | Sergi Busquets          | 16 de juliol de 1988   | 2       | 0    | Barcelona       |
| 13     | Porter         | Diego López             | 3 de novembre de 1981  | 0       | 0    | Vila-real       |
| 14     | Centrecampista | Xabi Alonso             | 25 de novembre de 1981 | 57      | 4    | Liverpool       |
| 15     | Defensa        | Sergio Ramos            | 30 de març de 1986     | 49      | 4    | Reial Madrid    |
| 16     | Davanter       | Fernando Llorente       | 26 de febrer de 1985   | 3       | 1    | Athletic Bilbao |
| 17     | Davanter       | Daniel Güiza            | 17 d'agost de 1980     | 15      | 3    | Fenerbahçe      |
| 18     | Centrecampista | Albert Riera            | 15 d'abril de 1982     | 9       | 3    | Liverpool       |
| 19     | Defensa        | Álvaro Arbeloa          | 17 de gener de 1983    | 6       | 0    | Liverpool       |
| 20     | Centrecampista | Santi Cazorla           | 13 de desembre de 1984 | 16      | 1    | Vila-real       |
| 21     | Centrecampista | David Silva             | 8 de gener de 1986     | 23      | 3    | València        |
| 22     | Centrecampista | Juan Manuel Mata        | 28 d'abril de 1988     | 1       | 0    | València        |
| 23     | Porter         | José Manuel Reina       | 31 d'agost de 1982     | 14      | 0    | Liverpool       |

## Grup B

### Brasil
Entrenador:  Dunga
| Dorsal | Posició        | Jugador        | Data de naixement/edat | Partits | Gols | Club              |
| ------ | -------------- | -------------- | ---------------------- | ------- | ---- | ----------------- |
| 1      | Porter         | Júlio César    | 3 de setembre de 1979  | 34      | 0    | Internazionale    |
| 2      | Defensa        | Maicon         | 26 de juliol de 1981   | 44      | 4    | Internazionale    |
| 3      | Defensa        | Lúcio (c)      | 8 de maig de 1978      | 79      | 3    | Bayern Múnic      |
| 4      | Defensa        | Juan           | 1 de febrer de 1979    | 70      | 5    | Roma              |
| 5      | Centrecampista | Felipe Melo    | 26 d'agost de 1983     | 5       | 1    | Fiorentina        |
| 6      | Defensa        | Kléber         | 1 d'abril de 1980      | 18      | 1    | Internacional     |
| 7      | Centrecampista | Elano          | 14 de juny de 1981     | 32      | 6    | Manchester City   |
| 8      | Centrecampista | Gilberto Silva | 7 d'octubre de 1976    | 74      | 3    | Panathinaikos     |
| 9      | Davanter       | Luís Fabiano   | 8 de novembre de 1980  | 26      | 17   | Sevilla           |
| 10     | Centrecampista | Kaká           | 22 d'abril de 1982     | 65      | 24   | Milan             |
| 11     | Davanter       | Robinho        | 25 de gener de 1984    | 65      | 18   | Manchester City   |
| 12     | Porter         | Victor         | 21 de gener de 1983    | 0       | 0    | Grêmio            |
| 13     | Defensa        | Daniel Alves   | 6 de maig de 1983      | 23      | 2    | Barcelona         |
| 14     | Defensa        | Luisão         | 13 de febrer de 1982   | 30      | 2    | Benfica           |
| 15     | Defensa        | Miranda        | 7 de setembre de 1984  | 1       | 0    | São Paulo         |
| 16     | Defensa        | André Santos   | 8 de març de 1983      | 0       | 0    | Corinthians       |
| 17     | Centrecampista | Josué          | 19 de juliol de 1979   | 24      | 1    | Wolfsburg         |
| 18     | Centrecampista | Ramires        | 24 de març de 1987     | 2       | 0    | Cruzeiro          |
| 19     | Centrecampista | Júlio Baptista | 1 d'octubre de 1981    | 40      | 4    | Roma              |
| 20     | Centrecampista | Kléberson      | 19 de juny de 1979     | 28      | 2    | Flamengo          |
| 21     | Davanter       | Alexandre Pato | 2 de setembre de 1989  | 7       | 1    | Milan             |
| 22     | Davanter       | Nilmar         | 14 de juliol de 1984   | 7       | 2    | Internacional     |
| 23     | Porter         | Gomes          | 15 de febrer de 1981   | 9       | 0    | Tottenham Hotspur |

### Egipte
Entrenador:  Hassan Shehata
| Dorsal | Posició        | Jugador                     | Data de naixement/edat | Partits | Gols | Club              |
| ------ | -------------- | --------------------------- | ---------------------- | ------- | ---- | ----------------- |
| 1      | Porter         | Essam El-Hadary             | 15 de gener de 1973    | 88      | 0    | FC Sion           |
| 2      | Defensa        | Mahmoud Fathallah           | 13 de febrer de 1982   | 20      | 0    | El Zamalek        |
| 3      | Centrecampista | Ahmed Al-Muhammadi          | 9 de setembre de 1987  | 23      | 0    | ENPPI             |
| 4      | Defensa        | Ahmed Said                  | 13 de març de 1984     | 2       | 0    | Haras El Hodood   |
| 5      | Centrecampista | Ahmed Khairy                | 1 d'octubre de 1987    | 1       | 0    | Ismaily           |
| 6      | Defensa        | Hani Said                   | 22 d'abril de 1980     | 59      | 0    | El Zamalek        |
| 7      | Defensa        | Ahmed Fathy                 | 10 de novembre de 1984 | 53      | 2    | Al-Ahly           |
| 8      | Centrecampista | Hosny Abd Rabo              | 1 de novembre de 1984  | 56      | 8    | Al-Ahli Dubai     |
| 9      | Davanter       | Mohamed Zidan               | 11 de desembre de 1981 | 21      | 4    | Borussia Dortmund |
| 10     | Centrecampista | Ahmed Eid Abdel Malek       | 15 de maig de 1980     | 21      | 4    | Haras El Hodood   |
| 11     | Centrecampista | Mohamed Shawky              | 5 d'octubre de 1984    | 56      | 4    | Middlesbrough     |
| 12     | Centrecampista | Mohamed Homos               | 1 de gener de 1979     | 15      | 0    | Ismaily           |
| 13     | Centrecampista | Abdelaziz Tawfik            | 24 de maig de 1986     | 2       | 0    | ENPPI             |
| 14     | Defensa        | Sayed Moawad                | 25 de maig de 1979     | 35      | 2    | Al-Ahly           |
| 15     | Centrecampista | Ahmed Samir Farag           | 20 de maig de 1986     | 6       | 0    | Ismaily           |
| 16     | Porter         | Wahid                       | 3 de juny de 1977      | 26      | 0    | El Zamalek        |
| 17     | Centrecampista | Ahmed Hassan (c)            | 2 de maig de 1975      | 153     | 26   | Al-Ahly           |
| 18     | Davanter       | Ahmed Abdel-Ghani           | 1 de desembre de 1981  | 4       | 1    | Haras El Hodood   |
| 19     | Davanter       | Mohamed Mohsen Abou Greisha | 4 d'agost de 1981      | 6       | 0    | Ismaily           |
| 20     | Defensa        | Wael Gomaa                  | 3 d'agost de 1975      | 74      | 0    | Al-Ahly           |
| 21     | Davanter       | Raouf                       | 15 de setembre de 1982 | 3       | 0    | ENPPI             |
| 22     | Centrecampista | Mohamed Aboutrika           | 7 de novembre de 1978  | 56      | 20   | Al-Ahly           |
| 23     | Porter         | Mohamed Sobhy               | 30 d'agost de 1981     | 0       | 0    | Ismaily           |

### Itàlia
Entrenador:  Marcello Lippi
| Dorsal | Posició        | Jugador              | Data de naixement/edat | Partits | Gols | Club           |
| ------ | -------------- | -------------------- | ---------------------- | ------- | ---- | -------------- |
| 1      | Porter         | Gianluigi Buffon     | 28 de gener de 1978    | 92      | 0    | Juventus       |
| 2      | Defensa        | Davide Santon        | 2 de gener de 1991     | 2       | 0    | Internazionale |
| 3      | Defensa        | Fabio Grosso         | 28 de novembre de 1977 | 42      | 3    | Lyon           |
| 4      | Defensa        | Giorgio Chiellini    | 14 d'agost de 1984     | 18      | 1    | Juventus       |
| 5      | Defensa        | Fabio Cannavaro (c)  | 13 de setembre de 1973 | 124     | 2    | Reial Madrid   |
| 6      | Defensa        | Nicola Legrottaglie  | 20 d'octubre de 1976   | 13      | 1    | Juventus       |
| 7      | Centrecampista | Simone Pepe          | 30 d'agost de 1983     | 7       | 0    | Udinese        |
| 8      | Centrecampista | Gennaro Gattuso      | 9 de gener de 1978     | 67      | 1    | Milan          |
| 9      | Davanter       | Luca Toni            | 26 de maig de 1977     | 44      | 16   | Bayern Múnic   |
| 10     | Centrecampista | Daniele De Rossi     | 24 de juliol de 1983   | 45      | 7    | Roma           |
| 11     | Davanter       | Alberto Gilardino    | 5 de juliol de 1982    | 32      | 12   | Fiorentina     |
| 12     | Porter         | Morgan De Sanctis    | 26 de març de 1977     | 3       | 0    | Galatasaray    |
| 13     | Defensa        | Alessandro Gamberini | 27 d'agost de 1981     | 6       | 0    | Fiorentina     |
| 14     | Porter         | Marco Amelia         | 2 d'abril de 1982      | 9       | 0    | Palermo        |
| 15     | Davanter       | Vincenzo Iaquinta    | 21 de novembre de 1979 | 28      | 4    | Juventus       |
| 16     | Centrecampista | Mauro Camoranesi     | 4 d'octubre de 1976    | 44      | 4    | Juventus       |
| 17     | Davanter       | Giuseppe Rossi       | 1 de febrer de 1987    | 5       | 1    | Vila-real      |
| 18     | Centrecampista | Angelo Palombo       | 25 de setembre de 1981 | 10      | 0    | Sampdoria      |
| 19     | Defensa        | Gianluca Zambrotta   | 19 de febrer de 1977   | 84      | 2    | Milan          |
| 20     | Centrecampista | Riccardo Montolivo   | 18 de gener de 1985    | 6       | 0    | Fiorentina     |
| 21     | Centrecampista | Andrea Pirlo         | 19 de maig de 1979     | 56      | 8    | Milan          |
| 22     | Defensa        | Andrea Dossena       | 11 de setembre de 1981 | 9       | 0    | Liverpool      |
| 23     | Davanter       | Fabio Quagliarella   | 31 de gener de 1983    | 13      | 3    | Udinese        |

### Estats Units
Entrenador:  Bob Bradley
| Dorsal | Posició        | Jugador              | Data de naixement/edat | Partits | Gols | Club                     |
| ------ | -------------- | -------------------- | ---------------------- | ------- | ---- | ------------------------ |
| 1      | Porter         | Tim Howard           | 6 de març de 1979      | 39      | 0    | Everton                  |
| 2      | Defensa        | Jonathan Bornstein   | 7 de novembre de 1984  | 15      | 1    | Chivas USA               |
| 3      | Defensa        | Carlos Bocanegra (c) | 25 de maig de 1979     | 67      | 11   | Rennes                   |
| 4      | Davanter       | Conor Casey          | 25 de juliol de 1981   | 10      | 0    | Colorado Rapids          |
| 5      | Defensa        | Oguchi Onyewu        | 13 de maig de 1982     | 42      | 5    | Standard Liège           |
| 6      | Defensa        | Heath Pearce         | 13 d'agost de 1984     | 23      | 0    | Hansa Rostock            |
| 7      | Centrecampista | DaMarcus Beasley     | 24 de maig de 1982     | 87      | 17   | Rangers                  |
| 8      | Centrecampista | Clint Dempsey        | 9 de març de 1983      | 51      | 13   | Fulham                   |
| 9      | Davanter       | Charlie Davies       | 23 de juny de 1986     | 6       | 1    | Hammarby                 |
| 10     | Davanter       | Landon Donovan       | 4 de març de 1982      | 110     | 39   | Los Angeles Galaxy       |
| 11     | Defensa        | Marvell Wynne        | 8 de maig de 1986      | 3       | 0    | Toronto FC               |
| 12     | Centrecampista | Michael Bradley      | 31 de juliol de 1987   | 29      | 5    | Borussia Mönchengladbach |
| 13     | Centrecampista | Ricardo Clark        | 10 de febrer de 1983   | 19      | 1    | Houston Dynamo           |
| 14     | Defensa        | Danny Califf         | 17 de març de 1980     | 23      | 1    | Midtjylland              |
| 15     | Defensa        | Jay DeMerit          | 4 de desembre de 1979  | 10      | 0    | Watford                  |
| 16     | Centrecampista | Sacha Kljestan       | 9 de setembre de 1985  | 17      | 3    | Chivas USA               |
| 17     | Davanter       | Jozy Altidore        | 6 de novembre de 1989  | 11      | 6    | Xerez                    |
| 18     | Porter         | Brad Guzan           | 9 de setembre de 1984  | 12      | 0    | Aston Villa              |
| 19     | Centrecampista | Freddy Adu           | 2 de juny de 1989      | 13      | 1    | Monaco                   |
| 20     | Centrecampista | José Torres          | 29 d'octubre de 1987   | 5       | 0    | Pachuca                  |
| 21     | Defensa        | Jonathan Spector     | 1 de març de 1986      | 13      | 0    | West Ham United          |
| 22     | Centrecampista | Benny Feilhaber      | 19 de gener de 1985    | 17      | 2    | AGF                      |
| 23     | Porter         | Luis Robles          | 11 de maig de 1984     | 0       | 0    | Kaiserslautern           |